# Kindenheim
Kindenheim là một đô thị thuộc huyện Bad Dürkheim, trong bang Rheinland-Pfalz, phía tây nước Đức. Đô thị Kindenheim có diện tích 8,96 km², dân số thời điểm ngày 31 tháng 12 năm 2006 là 1049 người.